# Giải quần vợt Pháp Mở rộng 2021 - Đôi nam nữ
Latisha Chan và Ivan Dodig là đương kim vô địch, nhưng thua ở vòng 1 trước Demi Schuurs và Wesley Koolhof.
Desirae Krawczyk và Joe Salisbury là nhà vô địch, đánh bại Elena Vesnina và Aslan Karatsev trong trận chung kết, 2–6, 6–4, [10–5]. Đây là danh hiệu Grand Slam đầu tiên của Krawczyk ở bất kỳ nội dung, và là danh hiệu Grand Slam đầu tiên của Salisbury ở nội dung Đôi nam nữ. Salisbury trở thành tay vợt người Anh Quốc đầu tiên sau John Lloyd vào năm 1982 vô địch một danh hiệu Roland-Garros ở bất kỳ nội dung. Đây cũng là trận chung kết Grand Slam đầu tiên của Vesnina kể từ khi cô trở lại, và là trận chung kết Grand Slam đầu tiên của Karatsev ở bất kỳ nội dung. Vesnina và Karatsev là đôi người Nga đầu tiên vào trận chung kết đôi nam nữ Pháp Mở rộng.
Nội dung đôi nam nữ trở lại sau năm 2019, sau khi năm 2020 bị hủy do đại dịch COVID-19. Nội dung chỉ có 16 đôi thay vì 32.

## Hạt giống
1. Barbora Krejčíková /  Filip Polášek (Tứ kết)
2. Nicole Melichar /  Rajeev Ram (Tứ kết)
3. Demi Schuurs /  Wesley Koolhof (Bán kết)
4. Xu Yifan /  Bruno Soares (Vòng 1)

## Kết quả

### Từ viết tắt
| - Q = Vòng loại - WC = Đặc cách - LL = Thua cuộc may mắn - Alt = Thay thế - SE = Miễn đặc biệt | - PR = Bảo toàn thứ hạng - w/o = Thắng nhờ đối thủ rút lui trước trận đấu - r = Bỏ cuộc giữa trận đấu - d = Bị xử thua - SR = Xếp hạng đặc biệt |

| Chú thích biểu tượng quốc kỳ |
| Danh sách quốc kỳ            |

### Kết quả
|  | Vòng 1 | Vòng 1                    | Vòng 1 | Vòng 1 | Vòng 1 |  |  | Tứ kết | Tứ kết                 | Tứ kết | Tứ kết                 | Tứ kết |   |  | Bán kết | Bán kết                | Bán kết | Bán kết              | Bán kết |   |     | Chung kết | Chung kết | Chung kết | Chung kết | Chung kết |  |
|  |        |                           |        |        |        |  |  |        |                        |        |                        |        |   |  |         |                        |         |                      |         |   |     |           |           |           |           |           |  |
|  | 1      | B Krejčíková F Polášek    | 6      | 6      |        |  |  |        |                        |        |                        |        |   |  |         |                        |         |                      |         |   |     |           |           |           |           |           |  |
|  | WC     | A Cornet É Roger-Vasselin | 2      | 2      |        |  |  | 1      | B Krejčíková F Polášek | 2      | 7                      | [10]   |   |  |         |                        |         |                      |         |   |     |           |           |           |           |           |  |
|  |        | B Mattek-Sands J Murray   | 64     | 7      | [6]    |  |  |        | G Olmos JS Cabal       | 6      | 5                      | [12]   |   |  |         |                        |         |                      |         |   |     |           |           |           |           |           |  |
|  |        | G Olmos JS Cabal          | 7      | 63     | [10]   |  |  |        |                        |        |                        |        |   |  |         | G Olmos JS Cabal       |         |                      |         |   |     |           |           |           |           |           |  |
|  | 4      | Y Xu B Soares             | 4      | 3      |        |  |  |        |                        |        | D Krawczyk J Salisbury | w/o    |   |  |         |                        |         |                      |         |   |     |           |           |           |           |           |  |
|  |        | D Krawczyk J Salisbury    | 6      | 6      |        |  |  |        | D Krawczyk J Salisbury | 6      | 7                      |        |   |  |         |                        |         |                      |         |   |     |           |           |           |           |           |  |
|  |        | D Jurak R Farah           | 1      | 6      | [10]   |  |  |        | D Jurak R Farah        | 2      | 63                     |        |   |  |         |                        |         |                      |         |   |     |           |           |           |           |           |  |
|  | Alt    | L Siegemund S Gillé       | 6      | 4      | [8]    |  |  |        |                        |        |                        |        |   |  |         | D Krawczyk J Salisbury | 2       | 6                    | [10]    |   |     |           |           |           |           |           |  |
|  |        | A Guarachi N Skupski      | 6      | 1      | [10]   |  |  |        |                        |        |                        |        |   |  |         |                        | PR      | E Vesnina A Karatsev | 6       | 4 | [5] |           |           |           |           |           |  |
|  |        | H-c Chan J Peers          | 4      | 6      | [5]    |  |  |        | A Guarachi N Skupski   | 6      | 3                      | [5]    |   |  |         |                        |         |                      |         |   |     |           |           |           |           |           |  |
|  |        | L Chan I Dodig            | 3      | 1      |        |  |  | 3      | D Schuurs W Koolhof    | 4      | 6                      | [10]   |   |  |         |                        |         |                      |         |   |     |           |           |           |           |           |  |
|  | 3      | D Schuurs W Koolhof       | 6      | 6      |        |  |  |        |                        |        |                        |        |   |  | 3       | D Schuurs W Koolhof    | 4       | 1                    |         |   |     |           |           |           |           |           |  |
|  | PR     | E Vesnina A Karatsev      | 6      | 6      |        |  |  |        |                        | PR     | E Vesnina A Karatsev   | 6      | 6 |  |         |                        |         |                      |         |   |     |           |           |           |           |           |  |
|  |        | G Dabrowski L Saville     | 4      | 2      |        |  |  | PR     | E Vesnina A Karatsev   | 63     | 6                      | [10]   |   |  |         |                        |         |                      |         |   |     |           |           |           |           |           |  |
|  | WC     | C Garcia N Mahut          | 64     | 4      |        |  |  | 2      | N Melichar R Ram       | 7      | 2                      | [8]    |   |  |         |                        |         |                      |         |   |     |           |           |           |           |           |  |
|  | 2      | N Melichar R Ram          | 7      | 6      |        |  |  |        |                        |        |                        |        |   |  |         |                        |         |                      |         |   |     |           |           |           |           |           |  |

## Vận động viên khác

### Đặc cách
- Alizé Cornet /  Édouard Roger-Vasselin
- Caroline Garcia /  Nicolas Mahut

### Bảo toàn thứ hạng
- Elena Vesnina /  Aslan Karatsev

### Thay thế
- Laura Siegemund /  Sander Gillé

### Rút lui
Trước giải đấu
- Gabriela Dabrowski /  Mate Pavić → thay thế bởi  Gabriela Dabrowski /  Luke Saville
- CoCo Vandeweghe /  Jürgen Melzer → thay thế bởi  Laura Siegemund /  Sander Gillé